# Adolfo López Mateos
Adolfo López Mateos (Atizapán de Zaragoza, 26 de maio de 1910 – Cidade do México, 22 de setembro de 1969) foi um político mexicano. Foi Presidente do México entre 1958 e 1964.

## O Caminho até a Presidência
Adolfo López Mateos foi aluno do Instituto de Ciências e Artes de Toluca, capital de seu Estado natal. Neste instituto, López Mateos dedicou-se à política estudantil e frequentou reuniões de grupos socialistas. Formou-se em 1929 e neste mesmo ano participou da campanha presidencial de José Vasconcelos, de oposição, contra a candidatura de Pascual Ortiz Rubio. Durante a campanha, López Mateos foi atacado por pistoleiros que apoiavam Ortiz Rubio, mas conseguiu escapar e fugiu para a Guatemala (donde provinha sua mãe) e lá ficou até 1930, quando retornou ao México. Entrou na faculdade de Direito e se formou em 1934 (embora nunca tenha apresentado a monografia de fim de curso). Três anos depois casou-se com Eva Sámano Bishop.
Suas habilidades oratórias chamaram a atenção de Miguel Alemán Valdés, então uma estrela ascendente da política mexicana e que seria eleito presidente em 1946. Já em meados dos anos 1930, López Mateos deixou de militar nas filas oposicionistas e se filiou ao Partido da Revolução Mexicana (que seria rebatizado de Partido Revolucionário Institucional - PRI - em 1946). Em 1941, López Mateos passou a ser apadrinhado por Isidro Fabela, uma liderança de destaque no Estado do México. Fabela ajudou-o a conseguir o cargo de diretor do Instituto Literário de Toluca, que López Mateos exerceu de 1944 a 1946.
Elegeu-se senador pelo Estado do México em 1946 (substituindo o seu padrinho político Fabela, que havia se tornado juiz da Corte Internacional de Justiça) e no Senado Mexicano forjou uma sólida aliança com Gustavo Díaz Ordaz (que seria seu sucessor na Presidência do México) e com Alfonso Corona del Rosal. Em 1952, o presidente Adolfo Ruiz Cortines nomeia López Mateos Ministro do Trabalho e Previdência Social.
Sua exitosa passagem no ministério, solucionando vários conflitos trabalhistas, valeu-lhe a candidatura do Partido Revolucionário Institucional às eleições presidenciais de 1958. No ano anterior, López Mateos havia deixado o ministério para concentrar-se unicamente em sua campanha. Além de carismático e orador habilidoso, López Mateos contou com a máquina do PRI (à época, o virtual partido único mexicano) e foi eleito presidente com facilidade (o primeiro presidente mexicano a ser eleito com o voto feminino).

## A Presidência de Adolfo López Mateos (1958-1964)
López Mateos exerceu a Presidência do México entre 1º de dezembro de 1958 e 1º de dezembro de 1964, quando foi sucedido por seu ministro do interior e amigo Gustavo Díaz Ordaz.
A presidência de López Mateos pode ser considerada como "esquerdista", entre outras coisas por ter dado apoio à Revolução Cubana e por ter se oposto a qualquer tentativa do governo dos Estados Unidos de derrubar o regime de Fidel Castro. Durante a Crise dos Mísseis ele manteve-se relativamente neutro. No entanto, ele se esforçou por manter boas relações com seu vizinho do norte. López Mateos se encontrou em 1962 com o presidente norte-americano John Kennedy para resolver a questão de limites de El Chamizal: tal questão resultou da mudança de curso do Rio Grande devido a obras hidroelétricas norte-americanas e que terminou fazendo com que 2,4 km² de território mexicano ficassem ao norte daquele rio, no Texas. López Mateos conseguiu que Kennedy concordasse em fazer com que o curso do rio voltasse ao normal, assim respeitando as fronteiras estabelecidas pelo Tratado de Guadalupe Hidalgo, que delimitou as fronteiras entre os Estados Unidos e o México, em 1848.
López Mateos mostrou especial dedicação aos pobres do México, redistribuindo grandes áreas de terras aos camponeses (a maior entrega de terras a camponeses desde o governo de Lázaro Cárdenas del Río - 1934-1940); ele também nacionalizou as empresas de telefonia e energia elétrica que estavam, em sua grande maioria, em mãos de norte-americanos e fez grandes investimentos no setor de saúde pública.
López Mateos também promoveu com entusiasmo a educação pública, especialmente a primária e levou a cabo vigorosas campanhas de erradicação do analfabetismo (nos moldes das campanhas de alfabetização que seu ídolo político da adolescência, José Vasconcelos, havia feito nos anos 1920). Ele criou a Comissão para o Livro Didático Gratuito, que até hoje fornece material escolar para milhares de estudantes carentes do México. Em 1964, último ano de seu governo, a maior parte do orçamento do Estado mexicano era dedicado à educação. A López Mateos também se deve a criação do famoso Museu Nacional de Antropologia da Cidade do México.
Deixou a presidência conservando muita popularidade, devido ao seu governo e à pitoresca fama de mulherengo.
No ano seguinte à sua saída do cargo, López Mateos podia ser visto facilmente caminhando pelas ruas da Cidade do México, nas touradas ou nas lutas de boxe (Adolfo López Mateos foi um dos fundadores do Conselho Mundial de Boxe) sem seguranças, cercado do carinho e estima dos seus compatriotas.

## A Agonia do Ex-Presidente
Adolfo López Mateos durante toda sua vida adulta padeceu de terríveis enxaquecas e mesmo durante sua presidência sofreu vários aneurismas cerebrais. Já ex-presidente, passou quase 4 anos em coma. Faleceu devido a um aneurisma, em 1969.